# 石ノ森章太郎の世界 (アルバム)
石ノ森章太郎の世界（いしのもりしょうたろうのせかい）は、1989年11月21日に日本コロムビアから発売されたアルバムCD。

## 概要
1995年9月30日に再発売された。1989年版と収録曲は同じだが、ジャケットが異なり1995年版では表紙に収録作品のキャラクターが描かれている。

## 収録曲リスト
（『』）内は、主題歌が使用された作品のタイトル。
1. 誰がために（『サイボーグ009』）
2. いつの日か（『サイボーグ009』）
3. 九つの命（『サイボーグ009』）
4. 愛の星・フランソワーズ（『サイボーグ009』）
5. サイボーグ009（『サイボーグ009』）
6. 戦いおわって（『サイボーグ009』）
7. 10億光年の愛（『サイボーグ009』）
8. さらばとは言わない（『サイボーグ009』）
9. 隼人のテーマ（『空飛ぶゆうれい船』）
10. ボワジュースのうた（『空飛ぶゆうれい船』）
11. 空飛ぶゆうれい船（『空飛ぶゆうれい船』）
12. 海底3万マイル（『海底3万マイル』）
13. 大騷ぎのタンゴ（『海底3万マイル』）
14. エッちゃん（『さるとびエッちゃん』）
15. レインボー戦隊ロビン（『レインボー戦隊ロビン』）
16. ロビンの宇宙旅行（『レインボー戦隊ロビン』）
17. 原始少年リュウが行く（『原始少年リュウ』）
18. ランのうた（『原始少年リュウ』）
19. 海賊王子（『海賊王子』）
20. 佐武と市（『佐武と市捕物控』）
21. 氷河戦士ガイスラッガー（『氷河戦士ガイスラッガー』）
22. われらの命ソロン号（『氷河戦士ガイスラッガー』）